# Bathysauropsis gracilis
Bathysauropsis gracilis — вид авлопоподібних риб родини Bathysauropsidae.

## Поширення
Це глибоководний вид, що поширений на глибині 1500-3000 м в океанах Південної півкулі (на півдні Атлантичного та Тихого океанів та в Індійському океані).

## Опис
Максимальна довжина тіла сягає 32 см. Мають тонке, дещо циліндричне тіло чорного забарвлення, що за формою нагадує тіло ящірок. Спинний плавець розташований в середині задньої частини і супроводжується невеликим жировим плавцем, що розміщений ближче до хвоста. Є у них рот, що повний гострих зубів, які розміщені навіть на язиці.